# Gallische haan

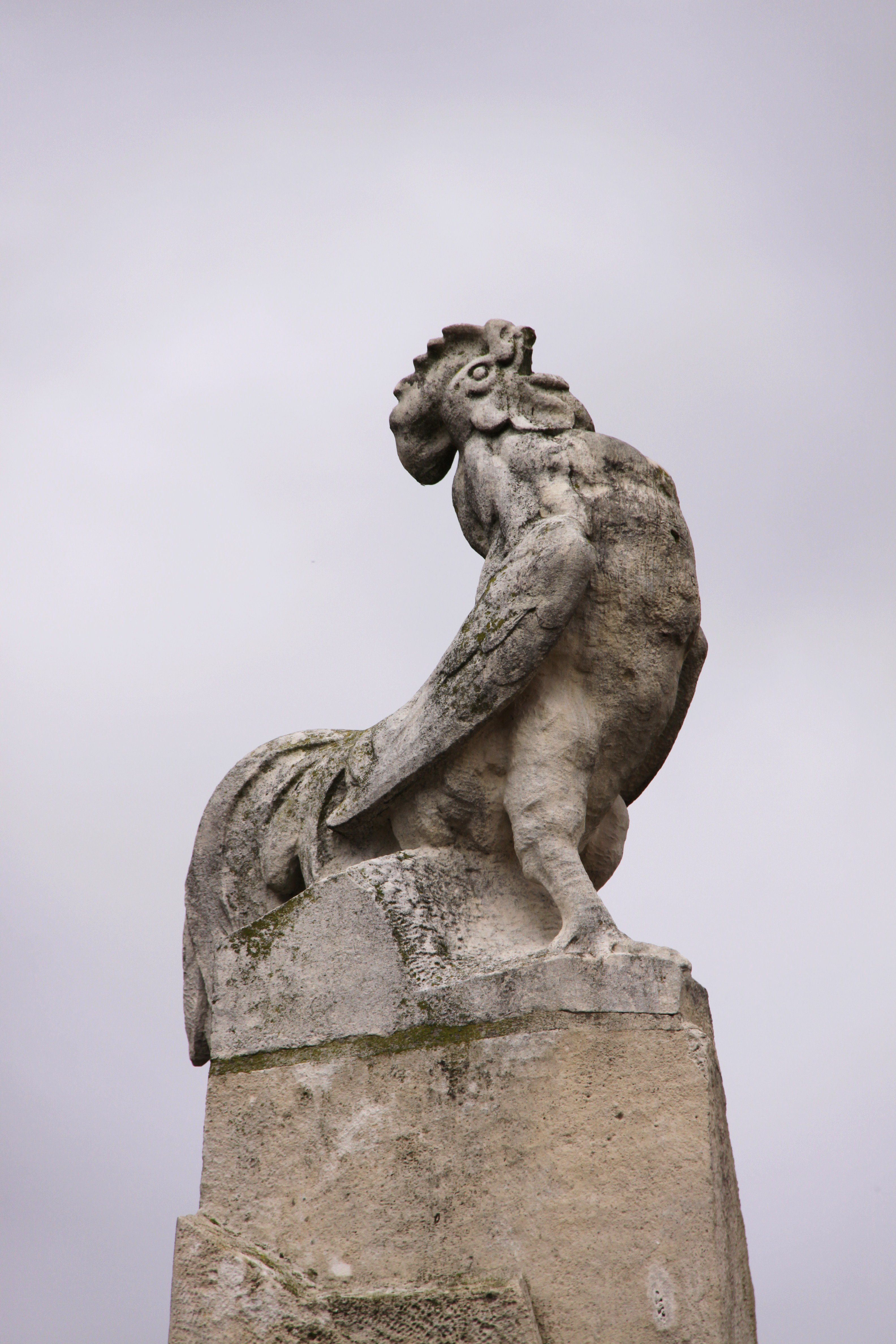
Een gallische haan op een gedenkteken in La Rochelle

De Gallische haan is een van de zinnebeelden van Frankrijk. Het dier, het gaat steeds om een haan met verentooi in meerdere kleuren, wordt op munten en postzegels afgebeeld en is het symbool van waakzaamheid en trots. Sinds de Franse Revolutie is ook "Marianne", de met een Frygische muts getooide maagdelijke verpersoonlijking van de Franse Republiek, een nationaal symbool, maar zij heeft de haan nooit geheel verdrongen.
Het symbool is mogelijk ontleend aan een Orde van de Haan en de Hond uit de vroege middeleeuwen.

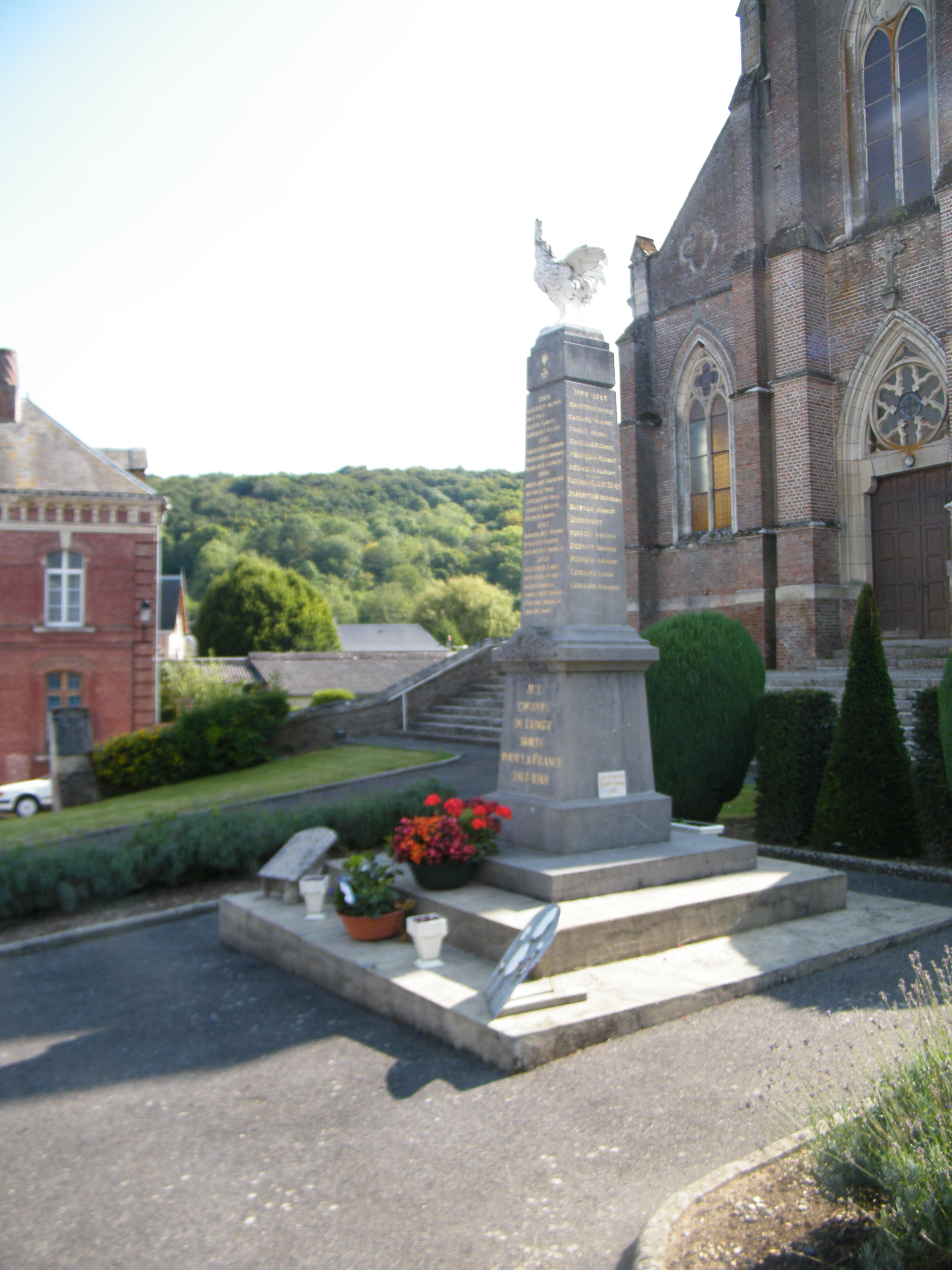
Liomer, Somme